# انو پاتالاس
انو پاتالاس (آلمانی: Enno Patalas; ۱۵ اکتبر ۱۹۲۹ – ۲۰ اوت ۲۰۱۸) تاریخ‌نگار، گردآورنده و کارشناس مرمت فیلم اهل آلمان بود. وی از سال ۱۹۷۳ تا ۱۹۹۴ رئیس موزه فیلم مونیخ بوده‌است.
از فیلم‌های ترمیم شدم توسط وی می‌توان به متروپلیس، ام و نیبه‌لونگ‌ها به کارگردانی فریتس لانگ اشاره کرد.